# Хадэсюнь
Хадэсюнь (англ. Hadexun) — крупное нефтяное месторождение Китая в Синьцзян-Уйгурском автономном районе. Открыто в начале 1990-х годов.
Разведанные геологические запасы нефти оцениваются в 77,59 млн тонн. Добыча нефти составила 1,5 млн т нефти.
Месторождение находится в Таримской впадине. Глубина залегания нефти составляет около 3—4 км. Нефтеносный пласт сформирован в каменноугольный и пермский периоды и состоит из песчаника — бывшего морского дна.